# Description des Plantes Nouvelles
Description des Plantes Nouvelles (abreviado Descr. Pl. Nouv.) es un libro ilustrado con descripciones botánicas que fue editado por el Étienne Pierre Ventenat. Se publicó en 10 partes en los años 1800 a 1803 con el nombre de Description des Plantes Nouvelles et peu connues, cultivées dans le jardin de J. M. Cels. Paris. Cada placa estaba precedida por un texto descriptivo, numerado con la placa. Las placas eran realizadas con los dibujos de Redoute.